# Anomaly Warzone Earth
Anomaly Warzone Earth – gra komputerowa typu tower defense, pierwsza produkcja polskiego studia 11 bit studios. Jej premiera miała miejsce 8 kwietnia 2011 roku. W grudniu 2012 roku na systemach Android i iOS ukazała się jej kontynuacja Anomaly Korea.

## Fabuła
Akcja gry rozgrywa się w 2018 roku na ulicach dwóch wielkich metropolii – Bagdadu i Tokio. Miasta te są jednymi z wielu miejsc inwazji obcej cywilizacji. Gracz staje na czele grupy wojskowej, mającej na celu zniszczenie statków i wielkich maszyn bojowych używanych do eksterminacji ludności cywilnej oraz zbadanie pochodzenia tytułowych anomalii i intencji przebywających na ich obszarze maszyn.

## Rozgrywka
Rozgrywka oparta jest na schemacie „odwróconej tower defense” (obrony wieży), inaczej nazywana „tower attack” lub „tower offense”. Gracz kontroluje konwój pojazdów badających anomalie wokół zestrzelonych statków kosmicznych, chronionych przez różnego rodzaju wieże obronne, które muszą zostać zniszczone. Gracz nie kontroluje bezpośrednio pojazdów w konwoju, lecz ustala ścieżkę konwoju, którą porusza się on po ulicach miasta.
Na platformach Windows, OS X i Xbox 360 gracze kontrolują bohatera – dowódcę (ang. commander). Przy użyciu dowódcy gracz może zbierać rozrzucone po mapie paczki z umiejętnościami oraz wykorzystywać umiejętności do wspomagania konwoju. W wersjach na platformy iOS i Android dowódca nie występuje. Ponadto wersje iOS i Android nie posiadają poziomów usytuowanych w Tokio.

## Odbiór gry
Gra została pozytywnie przyjęta przez krytyków, uzyskując wysokie noty w recenzjach. W najpopularniejszych serwisach Anomaly Warzone Earth otrzymała oceny w zakresie od 7/10 (gram.pl) do 8,5/10, wystawionej przez serwis GameSpot i 9/10 na stronie destructoid.com. W pozostałych recenzjach, grze przyznawano najczęściej ocenę 8/10 – m.in. IGN, Game Informer, neoseeker. W recenzjach podkreślano nowatorskie podejście do koncepcji gier strategicznych, doceniając udane odwrócenie konwencji rozgrywki tower defense. Wśród krytykowanych aspektów gry znalazły się drobne błędy rozgrywki, niedostatki scenariusza oraz błędy w angielskim dubbingu.

## Edycje i konwersje
Gra wydana została 8 kwietnia 2011 roku na platformie cyfrowej dystrybucji Steam (wersja PC) i App Store (wersja Mac). 6 maja miała miejsce premiera pudełkowej wersji gry wydanej w Polsce na nośniku DVD. 12 sierpnia udostępniona została wersja dla urządzeń działających pod kontrolą systemu iOS. Gra została wydana na system Android w dniu 26 stycznia 2012 roku. 6 kwietnia tego samego roku gra w wersji na konsolę Xbox 360 została opublikowana w sklepie Xbox Live Marketplace.